# Autoroute S11 (Géorgie)
Pour les articles homonymes, voir S11.
L'autoroute S11 (en géorgien : საერთაშორისო მნიშვნელობის გზა ს11) est une autoroute partant de Akhaltsikhé et se terminant à Ninotsminda  à la frontière entre l'Arménie et la Géorgie.
La route s'étend sur 112 kilomètres,.

## Présentation
L'autoroute S9 part de la S8 à Akhaltsikhé, traverse Akhalkalaki et Ninotsminda et va jusqu'à la frontière entre l'Arménie et la Géorgie. 
Après le passage de la frontière, la route est prolongée par la M1 jusqu'à Gyumri, la deuxième plus grande ville d'Arménie. 
L’autoroute S11 fait partie de la route européenne 691 ainsi que de la route asiatique 82.

## Tracé
- Akhaltsikhé
- Koura
- Aspindza
- Vardzia
- Bakouriani
- Akhalkalaki
- Ninotsminda
- Tsalka
- Frontière entre l'Arménie et la Géorgie

## Galerie

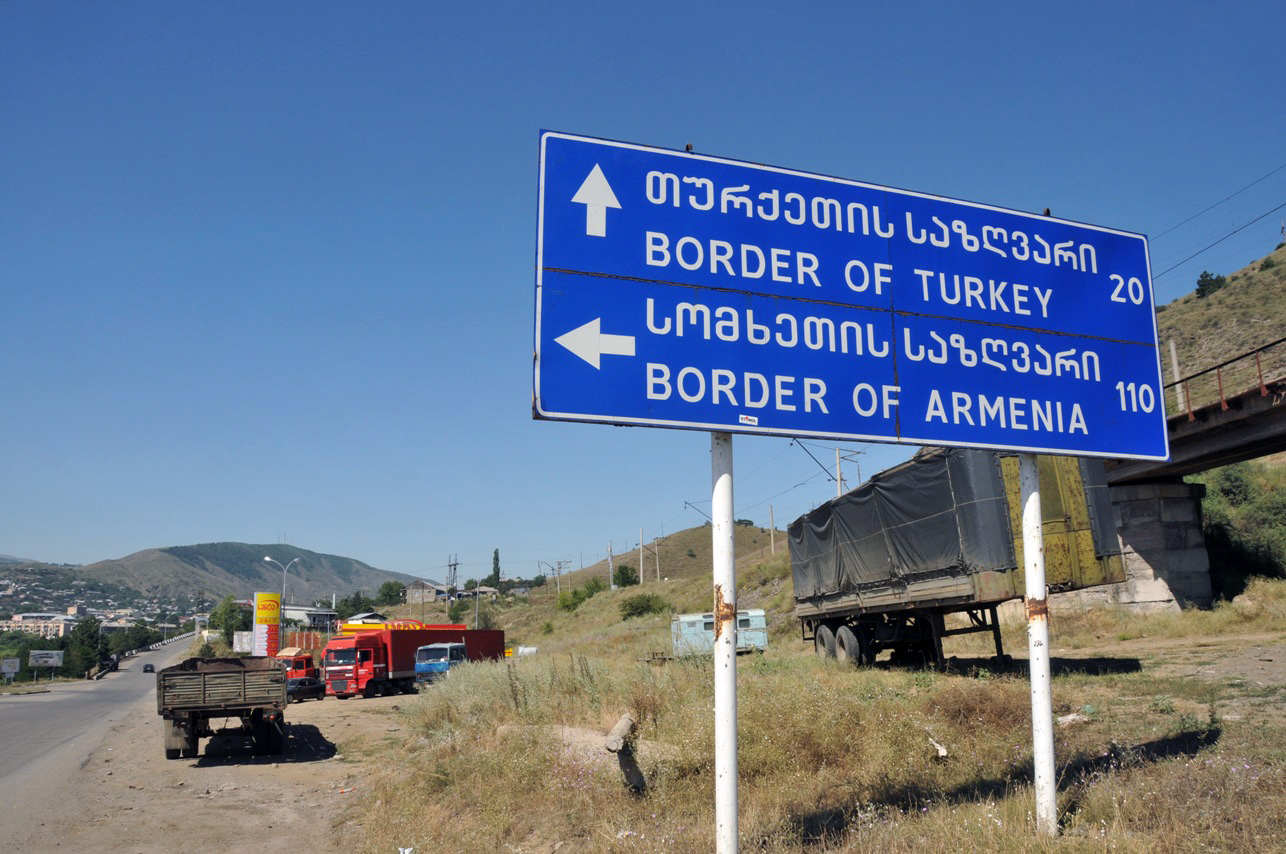
Point de départ actuel de la S11 vers l'Arménie.
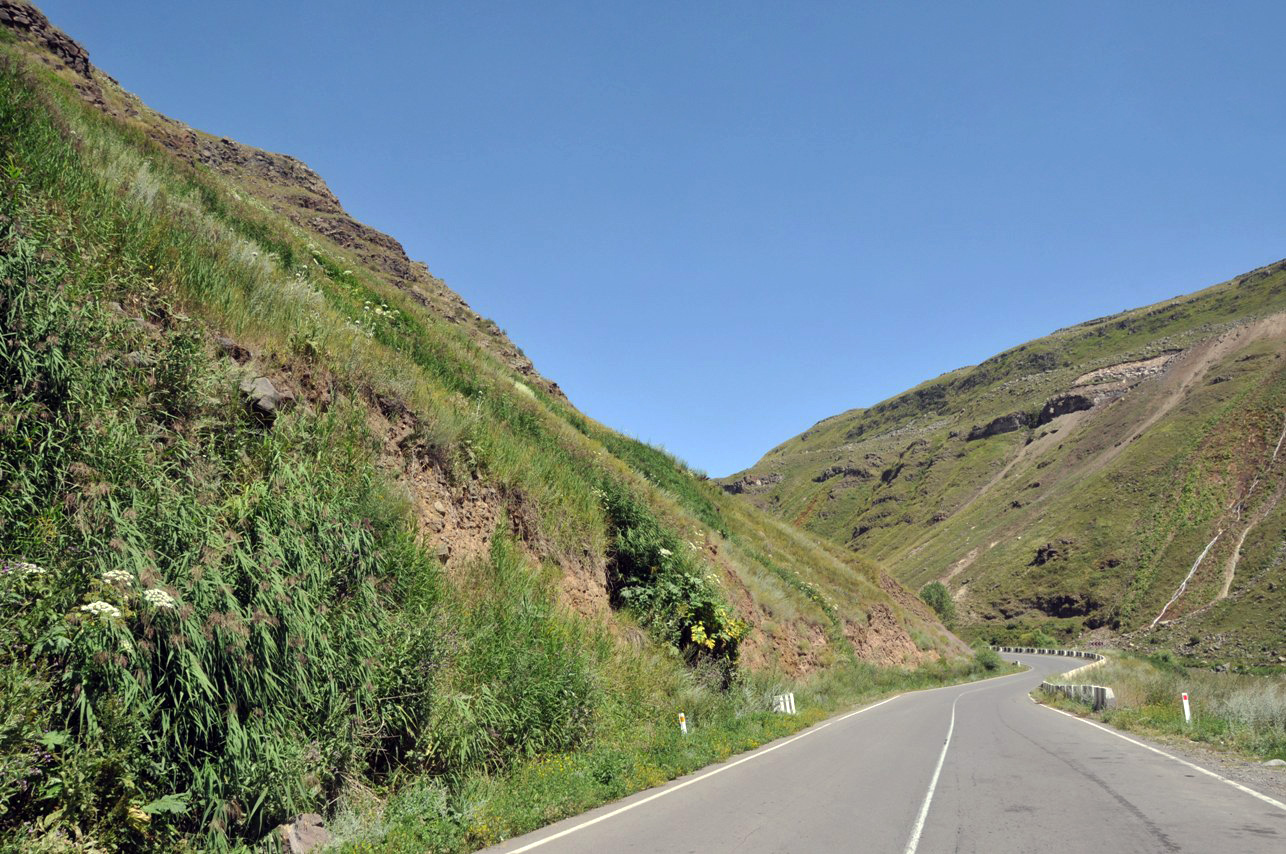
Portail du château de Paravani.
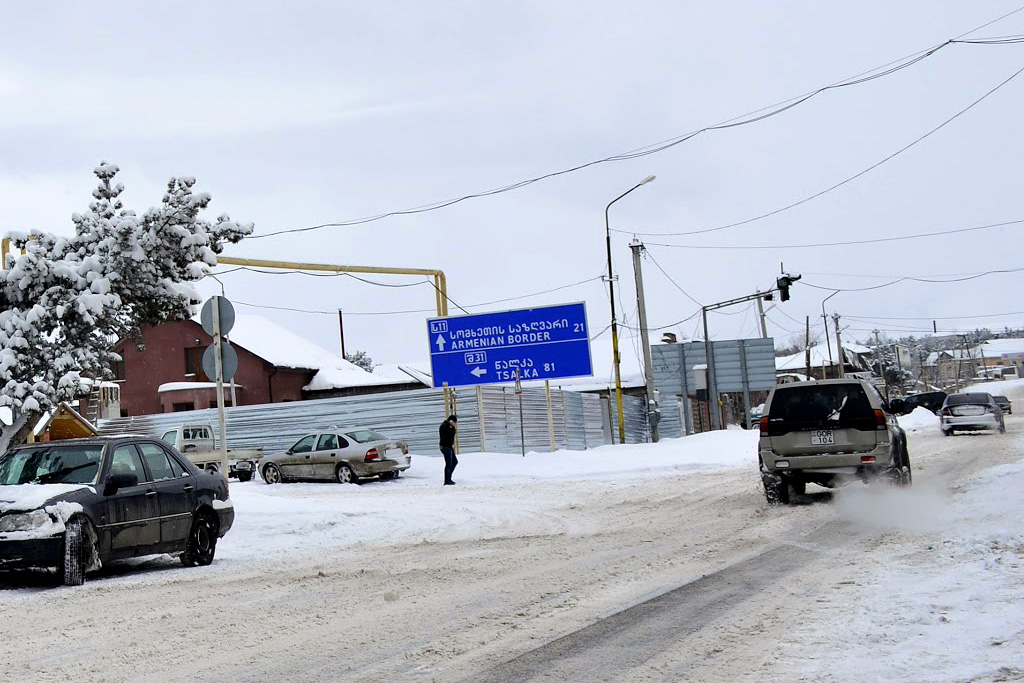
Hiver à Ninotsminda.
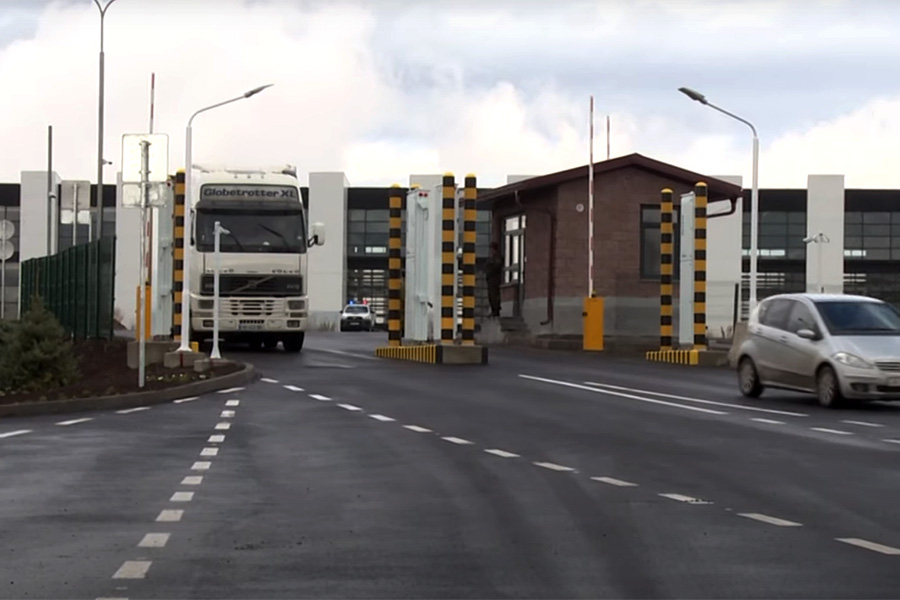
Poste frontière Géorgie-Arménie.